# YUMING SPECTACLE SHANGRILA II
『YUMING SPECTACLE SHANGRILA Ⅱ』（ユーミン・スペクタクル・シャングリラ・ツー）は、松任谷由実（ユーミン）の8作目のライブビデオ。2004年2月18日に東芝EMIよりリリース（DVD：TOBF-5301/5302、VHS：TOVF-1420）。

## 解説
- すべてにおいて前回の「シャングリラ」を前作上回る規模で展開された『YUMING SPECTACLE SHANGRILA II 〜氷の惑星〜』をDVD化。
- ライブ・パートのDisc 1と、メイキング/ドキュメンタリー・パートのDisc 2にセットにして収録。
- VHSはDisc1の内容分のみで発売。
- 実際のコンサートでは「ずっとそばに」と日替わりで「守ってあげたい」も披露されたが、収録されていない。
- 事前の打ち合わせやリハーサルの段階では、「SALAAM MOUSSON SALAAM AFRIQUE」「ミラクル」などの楽曲も候補となっていたが、最終的に外された。

## DVD収録曲

### DISC 1
1. ―オープニング―
2. LOVE WARS
3. Delphine
4. 砂の惑星
5. ―おき去りにされた風景―
6. Glory Birdland
7. ずっとそばに
8. 輪舞曲
9. 夢の中で〜We are not alone, forever
10. ダイアモンドの街角
11. かんらん車
12. リフレインが叫んでる
13. WANDERERS
14. 二人のパイレーツ
15. Nobody Else
16. Happy Birthday to You〜ヴィーナスの誕生
17. 航海日誌
18. SHANGRILAをめざせ
19. SWEET DREAMS
20. 雪月花

作詞・作曲：松任谷由実（#2-#4,#6-#16,#18-#20）、荒井由実（#17）　編曲：武部聡志

### DISC 2
シャングリラII航海日誌 | LOG BOOK OF SHANGRILA II
1. 松任谷正隆 理想郷を求めて | Making of SHANGRILA II
2. Yuming in Hong Kong
3. シャングリラ号の乗組員たち | Crew of SHANGRILA II
4. シャングリラデイズ | SHANGRILA DAYS

## VIDEO収録曲
1. ―オープニング―
2. LOVE WARS
3. Delphine
4. 砂の惑星
5. ―おき去りにされた風景―
6. Glory Birdland
7. ずっとそばに
8. 輪舞曲
9. 夢の中で〜We are not alone, forever
10. ダイアモンドの街角
11. かんらん車
12. リフレインが叫んでる
13. WANDERERS
14. 二人のパイレーツ
15. Nobody Else
16. Happy Birthday to You〜ヴィーナスの誕生
17. 航海日誌
18. SHANGRILAをめざせ
19. SWEET DREAMS
20. 雪月花

- 作詞・作曲：松任谷由実（#2-#4,#6-#16,#18-#20）、荒井由実（#17）　編曲：武部聡志

## 参加ミュージシャン
- ドラム：村石雅行
- ベース：田中章弘
- ギター：市川祥治、中川雅也
- キーボード：武部聡志
- コーラス：松岡奈緒美、今井正喜、須藤美恵子
- パーカッション：小野かほり